# ジョン・コート
ジョン・ケントン・コート（Jon Kenton Court、1960年11月26日 - ）は、アメリカ合衆国出身の競馬の元騎手である。おもな騎乗馬に2005年の最優秀芝牡馬ルロワデザニモー、2003年にジャパンカップダートに優勝したフリートストリートダンサーなどがいる。

## 経歴
コートは1960年にフロリダ州ゲインズビルで生まれた。家に馬が飼われている環境で育ったコートは、ウィリー・シューメーカーに影響を受けて騎手を志したという。若いころにフロリダ州オカラ近郊のサニーグローブファームでサラブレッドの騎乗をはじめ、その後1980年にコロラド州に存在したセンテニアルパーク競馬場で騎手としての騎乗を開始した。
おもに中部地区・西海岸地区で騎乗しており、初期は12年間ルイジアナ州を拠点としていたが、1995年頃よりケンタッキー州やインディアナ州に軸足を移している。2020年4月現在までに騎乗回数34,294回、4,181勝を挙げている。1987年にはアラバマ州にあったバーミンガム競馬場でリーディングジョッキーの座を獲得、またケンタッキー州のエリスパーク競馬場では1987年から1991年までリーディングに、インディアナ州のフージャーパーク競馬場でも1995年から3年連続でタイトルを獲得している。2000年にはオークローンパーク競馬場で69勝を挙げてリーディングを手にしている。
2003年にはフリートストリートダンサーの鞍上として日本に渡り、ジャパンカップダートに出走してこれを制している。同馬の調教師であったダグ・オニールの勧めもあり、2004年からは拠点をカリフォルニア州に移している。この西海岸時代には競走のみならず、テレビドキュメンタリー『アニマルプラネット』の『Jockeys』というシリーズに他の騎手らと出演している。5年の活動後の2009年に中部地区に拠点を戻している。
2006年、コートはジョッキーズギルドの書記に就任し、また全米サラブレッド競馬協会（NTRA）の運営する障害騎手基金の代表理事も兼任した。2007年にはジョージ・ウルフ記念騎手賞を贈呈されている。
長いキャリアと成績を持つ一方で、コートはクラシック競走、特にケンタッキーダービーに出走する機会には恵まれてこなかった。初のケンタッキーダービー参戦となったのはデビューから32年目の2011年のことで、アーカンソーダービー勝ち馬のアーチアーチアーチ（Archarcharch）に騎乗して出走、15着に入っている。
2024年5月5日のオークローンパーク競馬場での騎乗を最後に現役を引退した。

## 主な騎乗馬
G1競走優勝馬（騎乗時）
- ルロワデザニモー Leroidesanimaux - フランク・E・キルローマイルハンデキャップ（G1）、サイテーションハンデキャップ（G1）など。2005年エクリプス賞最優秀芝牡馬。
- アーチアーチアーチ Archarcharch - アーカンソーダービー（G1）、サウスウェストステークス（G3）。
- フリートストリートダンサー Fleetstreet Dancer - ジャパンカップダート（GI）。

重賞競走優勝馬（騎乗時）
- ウィルテイクチャージ Will Take Charge - レベルステークス（G2）など。2013年エクリプス賞最優秀3歳牡馬。
- ナイトライト Nite Light - ターフウェイパークフォールチャンピオンシップステークス（G3）。
- パーフェクトドリフト Perfect Drift - インディアナダービー（G3）。